# Dinastia Saxònia-Coburg i Gotha
La casa de Saxònia-Coburg i Gotha (en alemany, Haus Sachsen-Coburg und Gotha) és una dinastia alemanya, la línia saxona de la Casa de Wettin, que va governar els Ducats Ernestins.
Fundada per Ernest I, el sisè duc de Saxònia-Coburg-Saalfeld, és també la casa reial de diverses monarquies europees, i regnants en l'actualitat a Bèlgica (a través dels descendents de Leopold I) i en els regnes de la Commonwealth (a través dels descendents del príncep Albert).

## Història
El primer duc de Saxònia-Coburg-Gotha va ser Ernest I, qui va exercir des del 1826 fins a la seva mort el 1844. Anteriorment havia estat duc de Saxònia-Coburg-Saalfeld (amb el nom d'Ernest III) des de 1806 fins a la reorganització del ducat, el 1826. A la mort de Frederic IV de Saxònia-Gotha-Altenburg, Ernest va adquirir el Ducat de Saxònia-Gotha, el va unir al de Coburg i va cedir Saalfeld a Bernat II de Saxònia-Meiningen-Hildburghausen.

## El ducat de Saxònia-Coburg-Gotha
Antic ducat d'Alemanya situat a l'actual estat de Turíngia, pertanyent als anomenats Ducats Ernestins, ja que eren governats per ducs de la línia Ernestina de la casa saxona de Wettin.
- Extensió: 1977 km² + 537 km² (Lichtenberg)
- Població: 282.200 h. (el 1910)
- Capital: Coburg i Gotha
- Ciutats:
  - Coburg Rodach, Neustadt de Coburg, Ebersdorf, Sonnefeld, Rossach
    - Enclavaments: Königsberg, Nassach, Erlsdorf

  - Gotha Zella St. Blasii, Ohrdruf, Westhausen, Waltershausen, Friedrichroda
    - Enclavaments: Volkenroda, Körner, Nazza, Ebenshausen, Frankenroda, Hallungen, Neukirchen, *erningshausen, Trassdorf

  - Lichtenberg Baumholder, Oberkirchen, St. Wendel

## Cases reials
La casa de Saxònia-Coburg i Gotha, amb una hàbil política dinàstica, es convertí durant el segle xix en casa regnant de Bèlgica, Regne Unit, Portugal i Bulgària.

### Ducs de Saxònia-Coburg-Gotha
- 1826-1844: Ernest I
- 1844-1893: Ernest II, fill de l'anterior
- 1893-1900: Alfred de Saxònia, nebot de l'anterior i fill de Victòria I del Regne Unit

regència 1900 - 1905: Ernest de Hohenlohe-Langenburg, gendre de l'anterior duc en ser casat amb la princesa Alexandra del Regne Unit.
- 1900- 1918: Carles Eduard de Saxònia-Coburg Gotha, net de Victòria I

El 1918, amb la caiguda del Segon Reich, la dinastia de també va caure, encara que el fill de Carles Eduard, Joan Leopold de Saxònia-Coburg Gotha va reclamar els seus drets. Gotha es va convertir en un estat lliure que després es va unir a l'estat de Turíngia l'1 de maig de 1920 i Coburg va ser unida a Baviera.

### Casa Reial de Bèlgica
El germà petit d'Ernest I, el príncep Saxònia-Coburg-Gotha, Leopold I, es casà primer amb Carlota de Hannover, única filla de Jordi IV del Regne Unit, però morí molt jove quan donava a llum al seu primer fill.
El 1831 fou escollit rei dels belgues. Es va casar de nou el 1832 amb Lluïsa Maria d'Orleans, filla de Lluís Felip I de França, van iniciar l'actual casa reial regnant de Bèlgica.
- 1831 - 1865: Leopold I
- 1865 - 1909: Leopold II, fill de l'anterior
- 1909 - 1934: Albert I, nebot de l'anterior
- 1934 - 1951: Leopold III, fill de l'anterior
- 1951 - 1993: Balduí I, fill de l'anterior
- 1993 - 2013: Albert II, germà de l'anterior
- Des del 2013: Felip, fill de l'anterior

### Casa Reial del Regne Unit
El primer fill d'Ernest I, Ernest II rebé el ducat, però el segon fill, Albert es casà el 1840 amb la reina Victòria I del Regne Unit, que havia succeït al seu oncle Guillem IV del Regne Unit el 1837.
D'aquesta forma es convertí en Príncep consort i Altesa Reial d'Anglaterra. Els seus descendents regnen al Regne Unit fins a l'actualitat, encara que el 1917 van canviar el nom de la dinastia a Casa de Windsor, ja que el nom alemany de la dinastia resultava antipatriòtic durant la Primera Guerra Mundial.
- 1840 - 1861: Albert, príncep consort, casat amb Victòria I
- 1901 - 1910: Eduard VII, fill de l'anterior
- 1910 - 1936: Jordi V, fill de l'anterior
- 1936: Eduard VIII, fill de l'anterior
- 1936 - 1952: Jordi VI, germà de l'anterior
- 1952 - 2022: Elisabet II, filla de l'anterior
- Des de 2022: Carles III, fill de l'anterior

### Casa Reial de Portugal

Escut d'armes de la dinastia Bragança-Wettin (Saxònia-Coburg i Gotha).

Un nebot d'Ernest I, Ferran de Saxònia-Coburg Gotha, es va convertir en Rei de Portugal en casar-se amb la reina Maria II de Portugal. Els seus descendents van regnar a Portugal fins que la revolució de 1910 va proclamar la República.
A Portugal, la dinastia Saxònia-Coburg-Gotha és anomenada Dinastia Bragança-Wettin.
- 1837 - 1853: Ferran II el Rei-Artista, rei consort, esposa de l'anterior

regència 1853 - 1855: Ferran II el Rei-Artista
- 1853- 1861: Pere V el que dona esperança, fill de l'anterior
- 1861- 1889: Lluís I el Popular, germà de l'anterior
- 1889- 1908: Carles I el Màrtir, fill de l'anterior
- 1908- 1910: Manuel II el Patriota, fill de l'anterior

### Casa Reial de Bulgària
Un altre nebot d'Ernest I, August Lluís de Saxònia-Coburg-Gotha, es va casar amb Clementina d'Orleans, filla també de Lluís Felip I de França. El seu cinquè fill, Ferran fou escollit el 1887 príncep de Bulgària, i el 1908 s'autoproclamà Tsar dels Búlgars, no obstant això quan el 1918, durant la Primera Guerra Mundial, les seves tropes l'abandonaren i es passaren al bàndol aliat, Ferran abdicà i tornà a Coburg, deixant al seu fill Boris III de Bulgària el tron.
- 1887 - 1918: Ferran I
- 1918 - 1943: Boris III, fill de l'anterior
- 1943 - 1946: Simeó II, fill de l'anterior